# Satyrichthys clavilapis
Satyrichthys clavilapis är en fiskart som beskrevs av Fowler, 1938. Satyrichthys clavilapis ingår i släktet Satyrichthys och familjen Peristediidae. Inga underarter finns listade i Catalogue of Life.